# 马克·罗伯
马克·布拉克斯頓·罗伯（英語：Mark Braxton Rober，1980年3月11日—）是美国YouTuber、工程师和发明家。他的YouTube影片内容主要为科普、DIY和创意。他的几个影片在网上疯传，其中在一个影片中他制作了一套数字万圣节服装，另一个影片中他制作了一个陷阱机关，用来诱捕偷快递的人，可以喷出精细的闪光粉。在拍YouTube影片之前，罗伯是美国国家航空航天局的一名工程师，他花了七年时间在NASA的喷气推进实验室开发好奇號。后来，他在蘋果公司的特殊项目小组担任产品设计师，并在那里开发了涉及自动驾驶汽车的专利。2019年10月，罗伯和YouTuber  MrBeast一起策划了环保筹款活动Team Trees。

## 早期生活
罗伯在美国加利福尼亚州橙縣长大。还是个孩子的时候，他就开始瞎搞一些工程项目，包括做了一副切洋葱时防止流眼泪的护目镜。他在楊百翰大學获得机械工程学士学位，之后在南加州大学获得硕士学位。

## 职业生涯

### NASA
2004年，罗伯加入美国国家航空航天局的喷气推进实验室（JPL）。他在那里工作了9年，其中7年都在研究开发现在仍在火星的好奇號。他参与设计并交付了多个JPL任务的硬件部分，包括AMT、重力回溯及內部結構實驗室、土壤水分主被动探测计划和火星科学实验室。在NASA工作时，罗伯作为架构师参与开发了一个名为“JPL Wired”的Wiki。之后，他发表了一个名为《Capturing Knowledge via an "Intrapedia": A Case Study》的案例研究，主要关于如何在一个高科技组织中应用Wiki技术来开发一个获取企业知识的“内部平台”。

### YouTube
在NASA工作期间，罗伯特就已经制作出网络爆红短片。他的影片涵盖了各种各样的话题，有的关于愚人节恶作剧，有教你如何玩密室逃脱，在动物园里对灵长类动物进行非侵入性拍摄。他致力于科普，拍过测试鲨鱼在水中嗅血的能力、流化沙和水淨化的影片。

## 个人生活
2015年，罗伯搬到了位于加利福尼亚州的森尼韦尔，他和老婆、儿子住在一起。为了引起人们对自闭症的关注，罗伯特在Twitter上表达了他对自闭症患者的支持，并提到了他患有自闭症的儿子。
2020年8月，在巴哈马群岛拍摄鲨鱼的影片中，罗伯特透露他的2019冠状病毒病检测呈阳性，不得不推迟影片拍摄的时间。